# LinkTijger
Michael van Tielen (15 januari 1996), beter bekend onder zijn pseudoniem LinkTijger, is een Nederlandse youtuber met ongeveer 700k abonnees en Twitch-streamer met 200k volgers.

## Biografie
In 2007 begon Van Tielen met het maken van YouTube-video’s op verschillende kanalen. Zijn eerste kanaal maakte hij aan in 2007. Later maakte hij ook video’s op het YouTube-kanaal van Milan Knol, samen met GameMeneer en Jeremy Frieser.
In 2016 deed Van Tielen mee aan het online programma Legends of Gaming NL, eerder geproduceerd voor mediabedrijf Endemol, maar nu geproduceerd voor Studio Catwise. Hij deed mee aan seizoen 1 t/m 4. Hij deed ook mee aan de spin-offseizoenen in samenwerking met de Efteling, namelijk Masters of Minecraft Seizoen 1 en Efteling Game Night. In seizoen 6 keert hij opnieuw terug, maar moest hij net voor de finalemaand weer het seizoen verlaten, waarmee hij oorspronkelijk de 9de plek pakte. Uiteindelijk wist Van Tielen een comeback te maken in de finalemaand door middel van het winnen van de wildcard. Na het terugkeren als de wildcard wist hij in de finale te geraken, waar hij Don Plevier en Joost Bouhof versloeg en zo de trofee van seizoen 6 pakte.
In 2019 deed Van Tielen mee in de film van Gio Latooy. In de film Project Gio speelde hij de rol als: Dude achter de Barbecue.
In 2019 is Van Tielen begonnen met het maken van muziek. Op 16 november in 2019 heeft hij zijn eerste single Jer Army uitgebracht. In 2021 heeft hij zijn tweede single uitgebracht genaamd Let Nou Op De Tijd. Beide nummers zijn disstracks geschreven over mede-youtubers Jeremy Frieser en Joost Bouhof.
Eind 2020 deed Van Tielen mee aan een theatershow van Joost Bouhof en Rudi Wijnen (Roedie). Dit was een alternatieve liveshow omdat de huidige voorstelling niet door kon gaan vanwege de coronapandemie.
Begin januari 2022 is Van Tielen samen met Joost Bouhof, Jeremy Frieser, Don Plevier, Duncan Massink, Ronald Vledder en Pascal Scherpenkate, een nieuw YouTube-kanaal gestart, genaamd 'Makkers'.
Op 29 november 2024 is Van Tielen begonnen met een tweede youtube kanaal, genaamd 'MijKool'. Hij heeft daar inmiddels de tienduizend abonnees behaald.

## Film
| Jaar | Film        | Rol             |
| ---- | ----------- | --------------- |
| 2019 | Project Gio | Dude achter BBQ |

## Theatervoorstellingen
| Jaar | Deelname               |
| ---- | ---------------------- |
| 2018 | Legends of Gaming Live |
| 2019 | Legends of Gaming Live |
| 2020 | Legends of Gaming Live |
| 2020 | Joost x Roedie LAG!    |

## Prijzen en nominaties
| Jaar | Prijs                           | Categorie                                           | Resultaat    |
| ---- | ------------------------------- | --------------------------------------------------- | ------------ |
| 2017 | VEED Awards                     | Beste Gaming YouTuber (als lid van DagelijksHaaDee) | Gewonnen     |
| 2017 | Legends of Gaming NL            | Legend of Gaming 2016-2017                          | 2e           |
| 2018 | Legends of Gaming NL            | Legend of Gaming 2017-2018                          | 3e           |
| 2018 | Legends of Gaming NL            | Fun Award                                           | Genomineerd  |
| 2018 | Legends of Gaming NL            | Masters of Minecraft                                | Gewonnen     |
| 2018 | VEED Awards                     | Beste Gaming YouTuber (als lid van DagelijksHaaDee) | Gewonnen     |
| 2019 | VEED Awards                     | Beste YouTube Serie                                 | Genomineerd  |
| 2019 | The Best Social Awards          | Beste Gamer                                         | Genomineerd  |
| 2019 | Dutch Stream Awards             | Beste Mannelijke Streamer (publiek)                 | Genomineerd  |
| 2019 | Dutch Stream Awards             | Beste Stream (publiek)                              | Genomineerd  |
| 2019 | Legends of Gaming NL            | Legend of Gaming 2018-2019                          | Gewonnen     |
| 2019 | Legends of Gaming NL            | Efteling Game Night                                 | 3e           |
| 2020 | Legends of Gaming NL            | Legends of Gaming 2019-2020                         | 2e           |
| 2020 | Legends of Gaming NL            | Beste Gaming Video van 2020                         | Gewonnen     |
| 2020 | The Best Social Awards          | Beste Gamer                                         | Genomineerd  |
| 2020 | Dutch Stream Awards             | Beste Mannelijke Streamer (vakjury)                 | Genomineerd  |
| 2020 | Dutch Stream Awards             | Beste Mannelijke Streamer (publiek)                 | Genomineerd  |
| 2020 | Dutch Stream Awards             | Beste Stream (vakjury)                              | Genomineerd  |
| 2020 | Dutch Stream Awards             | Beste Stream (publiek)                              | Genomineerd  |
| 2021 | Dutch Stream Awards             | Beste Mannelijke Streamer (publiek)                 | Genomineerd  |
| 2021 | Dutch Stream Awards             | Beste Stream (publiek)                              | Genomineerd  |
| 2021 | Twitch Rivals                   | Twitch Rivals Uno toernooi (Door Enzo & Milan Knol) | Gewonnen     |
| 2021 | Legends of Gaming NL            | Beste Gaming Video van 2020                         | Gewonnen     |
| 2021 | Legends of Gaming NL            | Beste Gaming Video van 2020                         | 5e           |
| 2021 | Legends of Gaming NL            | Beste Gaming Video van 2020                         | 8e           |
| 2022 | Legends of Gaming NL            | Legend of Gaming 2021-2022                          | Gewonnen     |
| 2022 | Legends of Gaming NL            | Beste Gaming Video van 2021                         | 2e           |
| 2022 | Legends of Gaming NL            | Beste Gaming Video van 2021                         | 23e          |
| 2022 | Dutch Stream Awards             | Beste Stream (publiek)                              | Genomineerd  |
| 2022 | Twitch Rivals                   | Minecraft Minigames Showdown                        | 17e          |
| 2022 | Twitch Rivals                   | Minecraft Minigames                                 | 15e          |
| 2022 | Twitch Rivals                   | Fall Guys Season 1 Showdown                         | 7e           |
| 2022 | Twitch Rivals                   | Fall Guys Squad Showdown                            | 10e          |
| 2023 | Legends of Gaming NL            | Beste Gaming Video van 2022                         | Gewonnen     |
| 2023 | Dutch Stream Awards             | Beste Mannelijke Streamer (publiek)                 | Genomineerd  |
| 2023 | Dutch Stream Awards             | Beste Stream (publiek)                              | Genomineerd  |
| 2023 | Dutch Stream Awards             | Beste Mannelijke Streamer (vakjury)                 | Genomineerd  |
| 2023 | Twitch Rivals                   | Fall Guys Creative Launch                           | 17e          |
| 2024 | Twitch Rivals                   | Party Animals Invitational                          | 7e           |
| 2024 | Creator SMP                     | Creator SMP: Hardcore S1                            | Gewonnen     |
| 2024 | Dutch Stream Awards             | Beste Mannelijke Streamer (jury)                    | Genomineerd  |
| 2024 | Dutch Stream Awards             | Beste Mannelijke Streamer (publiek)                 | Genomineerd  |
| 2024 | Dutch Stream Awards             | Beste Streamer (publiek)                            | Genomineerd  |
| 2024 | Farelley Faam Show              | Beste Koter Moment                                  | Genomineerd  |
| 2024 | Farelley Faam Show              | Meest Cinematische Moment                           | Genomineerd  |
| 2024 | Bankzitters Beste Momenten 2024 | Beste Beledigende Opmerking                         | Gewonnen     |
| 2025 | Creator SMP                     | Creator SMP: Hardcore S2                            | Geëlimineerd |
| 2025 | Minecraft Flower Frenzy 2       | Minecraft Flower Frenzy 2                           | 21e plek     |
| 2025 | Twitch rivals                   | Fortnite Cracked Cup                                | 13e plek     |
| 2025 | Twitch rivals                   | MC Championship                                     | 9e plek      |

## Singles
| Jaar | Single             | Opmerking               |
| ---- | ------------------ | ----------------------- |
| 2019 | Jer Army           | Jeremy Frieser distrack |
| 2021 | Let Nou Op De Tijd | Joost Bouhof distrack   |